# Hiratsuka-juku
Hiratsuka-juku (jap. 平塚宿 Hiratsuka-juku) – siódma z 53 stacji szlaku Tōkaidō, położona obecnie w Hiratsuce

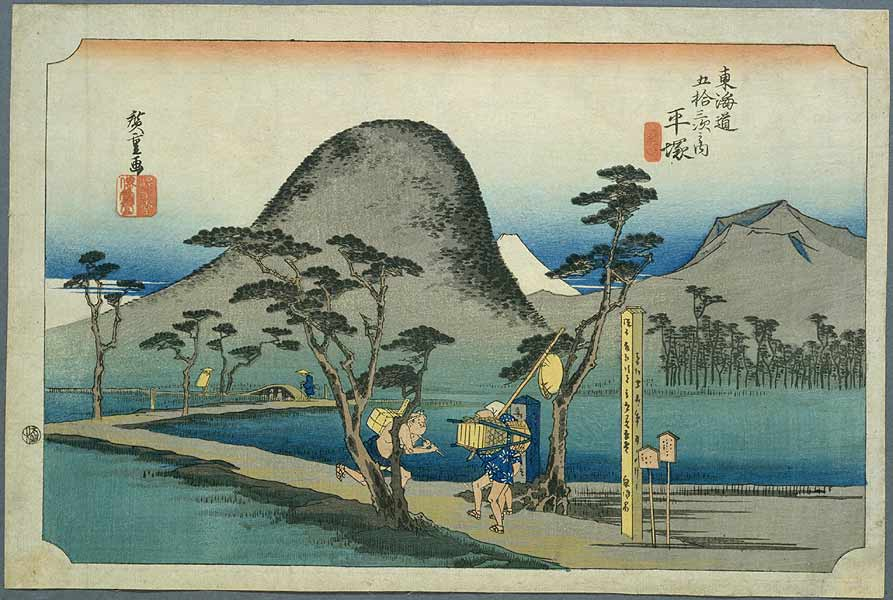
Stacja w latach 30. XIX wieku, Hiroshige Andō

Hiratsuka została założona jako shukuba w 1601 na rozkaz Ieyasu Tokugawy.
Podczas spisu w 1843 zanotowano tu 2114 ludzi, 443 domy w tym 1 honjin, 1 sub-honjin i 54 hatago.